# Pornpun Guedpard
Pornpun Guedpard (taj.: พรพรรณ เกิดปราชญ์; ur. 5 maja 1993 w Nakhon Phanom) – tajska siatkarka grająca na pozycji rozgrywającej.

## Sukcesy klubowe
Mistrzostwo Tajlandii:
- 2012, 2015, 2016
- 2013, 2014, 2017, 2020

Klubowe Mistrzostwa Azji:
- 2015
- 2012, 2016

Mistrzostwo Indonezji:
- 2019
- 2022

## Sukcesy reprezentacyjne
Mistrzostwa Azji Kadetek:
- 2010

Puchar Azji:
- 2012
- 2016, 2018, 2022

Letnia Uniwersjada:
- 2013

Igrzyska Azji Południowo-Wschodniej:
- 2013, 2015, 2017, 2019, 2022

Mistrzostwa Azji:
- 2013, 2023
- 2017, 2019
- 2015

Mistrzostwa Azji U-23:
- 2015

Volley Masters Montreux:
- 2016

Igrzyska Azjatyckie:
- 2018
- 2022[3]

## Nagrody indywidualne
- 2015: Najlepsza rozgrywająca Klubowych Mistrzostw Azji
- 2016: Najlepsza rozgrywająca Klubowych Mistrzostw Azji
- 2023: Najlepsza rozgrywająca Mistrzostw Azji